# Dumbo (carte)
Dumbo (1939) este o carte scrisă de autorii Helen Aberson și Harold Perl. Filmul de animație al lui Disney, Dumbo, din 23 octombrie 1941 în Statele Unite, este bazat pe această carte. Un film artistic a fost realizat în 2019 de către Tim Burton. Povestiri urmărește viața lui Dumbo, un elefant de circ cu urechi mari care poate zbura.